# BL 8インチ榴弾砲 Mk6

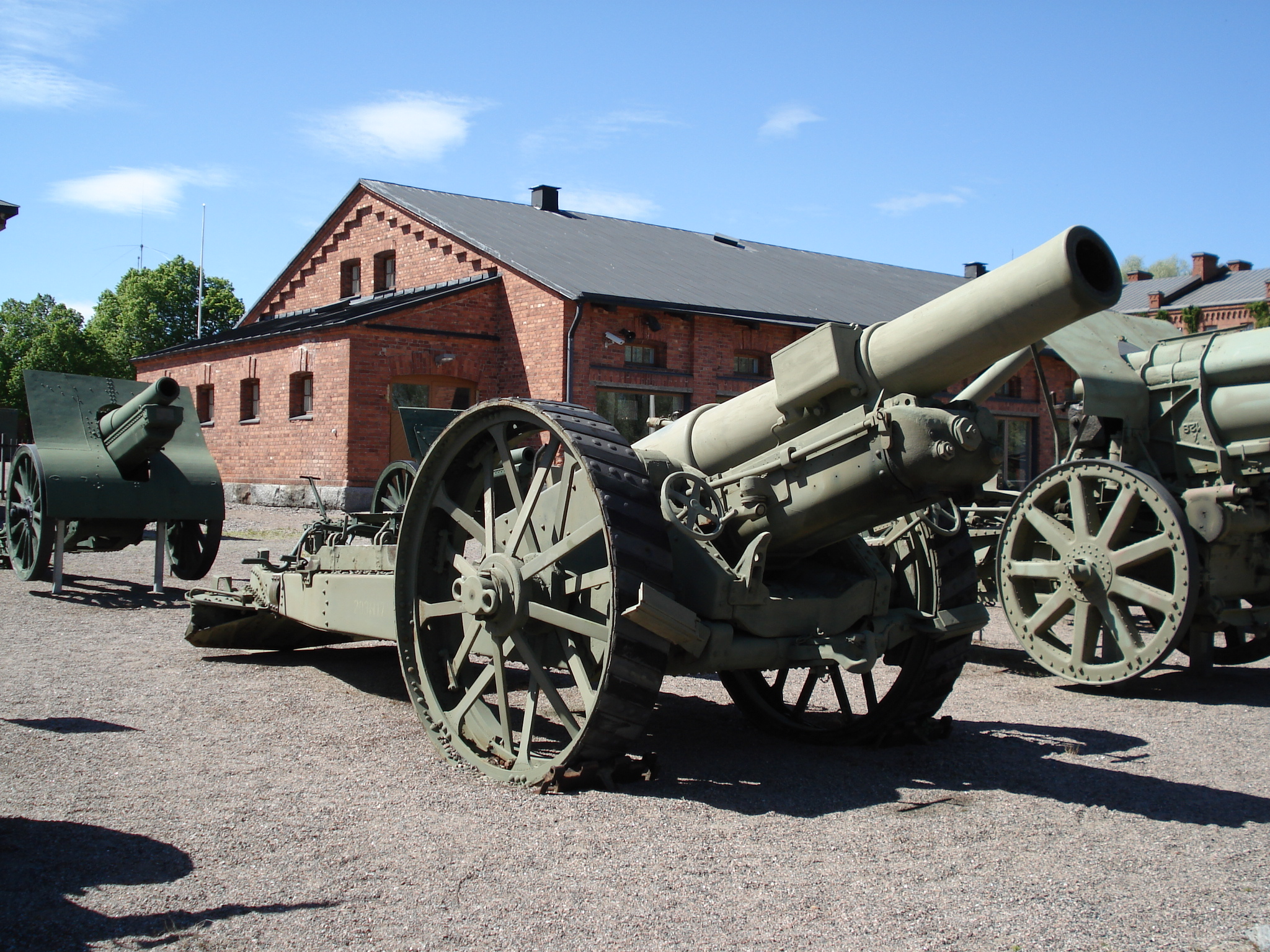
砲身を延長したBL 8インチ榴弾砲 Mk.7

BL 8インチ榴弾砲 Mk.6（BL 8インチりゅうだんほう、英: BL 8-Inch Howitzer Mark 6）は、イギリス陸軍が第一次世界大戦中盤から使用した口径8インチの重榴弾砲（heavy howitzer）。BL 8インチ榴弾砲 Mk.1〜5と比較して、大幅な性能向上が図られており、第二次世界大戦でも使用された。イギリス以外にアメリカ合衆国でライセンス生産も行われている。

## 開発

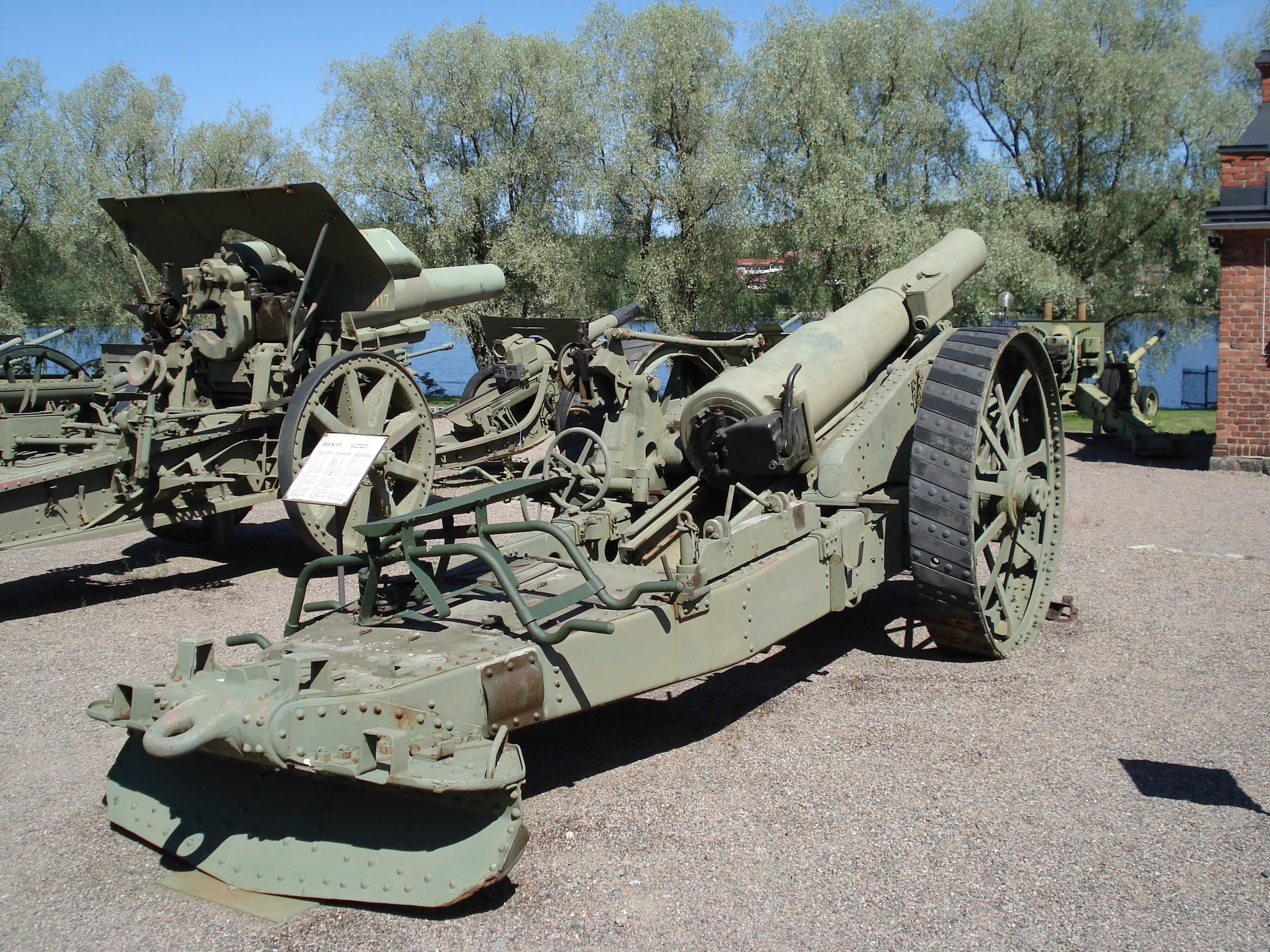
後部から見た8インチ榴弾砲 Mk.7

8インチ榴弾砲Mk.6は、1915年8月にイギリス陸軍がヴィッカース社に従来の8インチ榴弾砲Mk.1〜Mk.5よりも高性能な8インチ榴弾砲の開発を依頼し、1916年5月に量産化された。
8インチ榴弾砲Mk.6は、同じヴィッカース社が設計したBL 6インチ 26cwt榴弾砲の設計図を8インチ榴弾を発射可能なようにスケールアップして設計された。従来の8インチ榴弾砲よりも射程の延伸や軽量化に成功しており、駐退復座機もMk.5までのバネ圧復座式から気圧復座式に変更されている。
後には砲身を延長して射程延伸を図ったMk.7やより肉厚の砲身を採用したMk.8も生産されている。

## 実戦

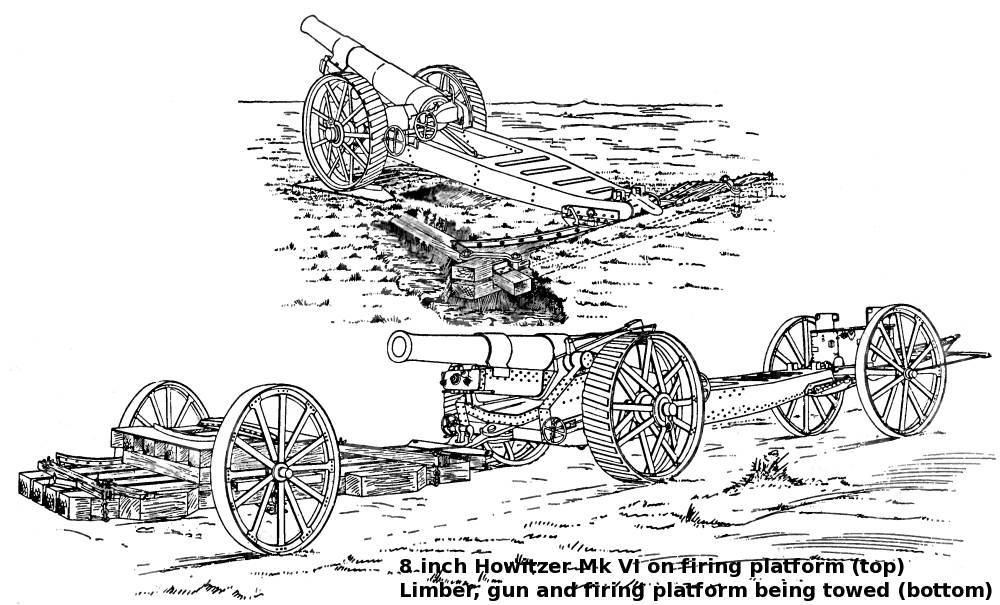
8インチ榴弾砲 Mk.6の台座

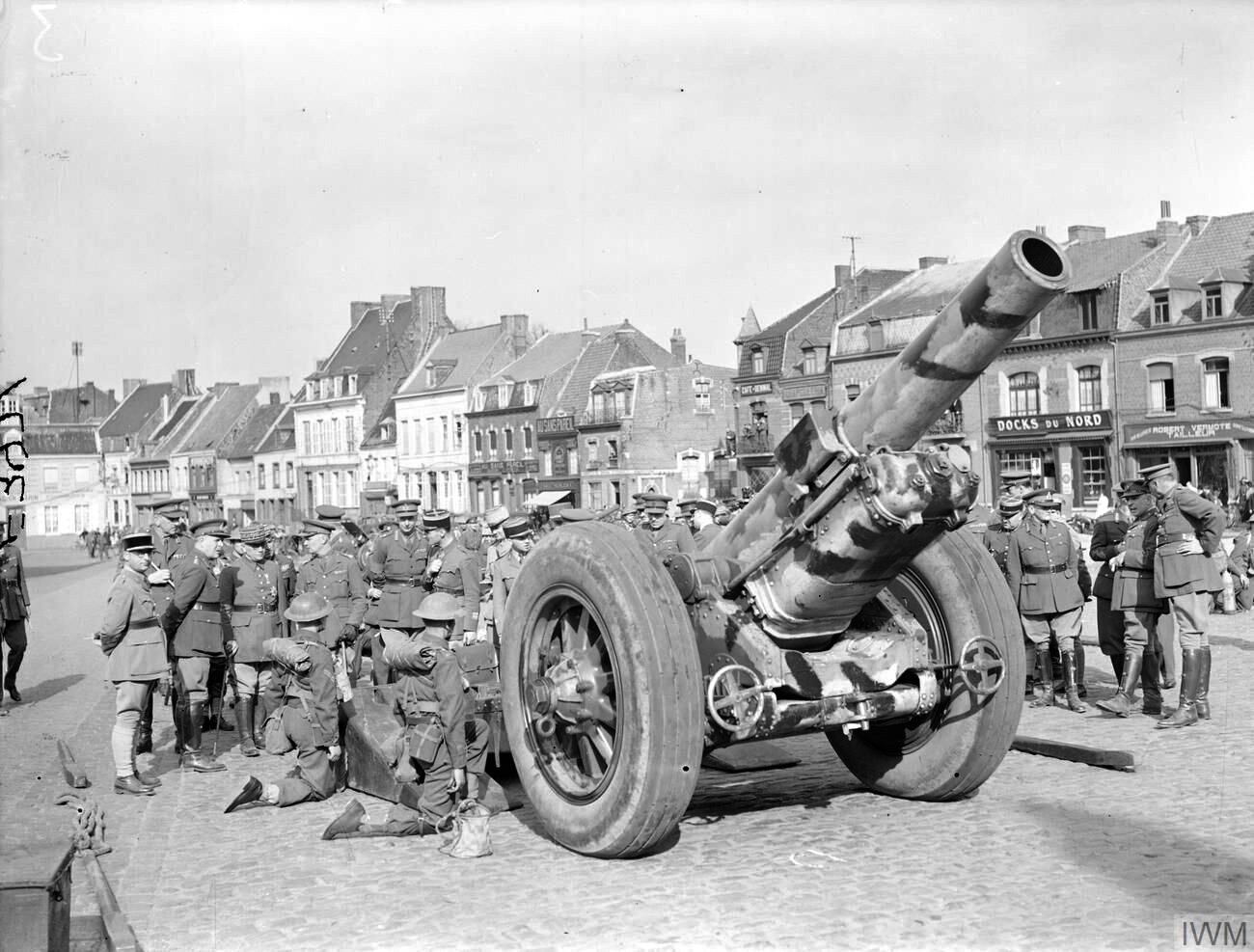
ゴムタイヤを取り付けた8インチ榴弾砲。1940年、フランスにて。

第一次世界大戦においてはイギリスのみならずイギリス帝国の自治領諸国に供給された。高威力なれど機動力に乏しい同砲は主に西部戦線に配備され、専用の台座に乗せて味方塹壕の後方からドイツ軍の塹壕に砲撃を加えた。
イギリス陸軍は第一次世界大戦後も同砲を保有し続け、1930年代には自動車による高速牽引に対応して車輪を空気入りゴムタイヤに換装している。
第二次世界大戦においてはフランスに持ち込まれてドイツ軍の迎撃に使用されたのみで、その後は新型のBL 7.2インチ榴弾砲用の7.2インチ砲弾を発射可能なように改修された上で訓練用として用いられ、1943年7月に退役した。
8インチ榴弾砲はアメリカ合衆国でもライセンス生産され、イギリスに供給するとともにアメリカ軍が第一次世界大戦に参戦した際にもこれを装備した。第二次世界大戦においては自国製のM1 203mm榴弾砲に更新されたため、実戦には投入されていないもよう。
フィンランドも冬戦争において使用するために、1939年にアメリカからMk.7を32門購入したが冬戦争には間に合わなかった。同砲は203 H/17と命名され継続戦争において使用された。戦後も予備兵器として保管され、1960年代末に退役した。

## スペック
- 口径：203.2mm
- 全長：m
- 全幅：m
- 重量：3,400kg
- 砲身長：2,990mm（14.7口径、Mk.VI） / 3,515mm（17.3口径、Mk.VII & Mk,VIII）
- 仰俯角：-4°〜+50°（Mk.VI） / 0°〜+45°（Mk.VII & Mk,VIII）
- 左右旋回角：8°
- 運用要員：名
- 発射速度：発/分（最大）
- 射程：9,825m （Mk.VI） / 11,250m（Mk.VII & Mk,VIII）
- 運用期間：1916年〜1943年
- 生産総数：678門（イギリスのみ）